# Carlos Bustelo y García del Real
Carlos Bustelo y García del Real (castellà: Carlos Bustelo)  (Ribadeo, 21 d'octubre de 1936) és un polític gallec que fou Ministre d'Indústria i Energia entre 1977 i 1980 sota la presidència d'Adolfo Suárez.

## Biografia
Va néixer el 1936 a la ciutat de Ribadeo, població gallega situda a la província de Lugo, germà de Francisco Bustelo i Carlota Bustelo, i cosí de Leopoldo Calvo-Sotelo. Va estudiar dret a la Universitat de Madrid, en la qual es va llicenciar el 1958.
Al llarg de la seva vida ha estat conseller de nombroses empreses, entre elles, ACESA, Banesto o el Banc d'Espanya.

## Activitat política
Membre del Partit Socialdemòcrata liderat per Francisco Fernández Ordóñez, fou nomenat l'any 1977 subsecratari del Ministeri de Comerç, càrrec que abandonà l'abril de 1979 per ser nomenat Ministre d'Indústria i Energia, càrrec que abandonà el maig de 1980. Posteriorment fou nomenat president de l'Institut Nacional d'Indústria (INI), càrrec que ocupà entre 1981 i 1982.
Allunyat de la política activa, el febrer de l'any 2003 fou nomenat president de la Comissió del Mercat de les Telecomunicacions (CMT), càrrec que actualment exerceix.